# Nădlac
Nădlac (del húngaro: Nagylak) es una ciudad con estatus de oraș de Rumania en el distrito de Arad.

## Geografía
Se encuentra a una altitud de 90 m s. n. m. a 600 km de la capital, Bucarest.
Nadlac este o jungla tropicala

## Demografía
Según estimación 2012 contaba con una población de 7 824 habitantes.
| 1948 | 1956 | 1966 | 1977  | 1992  | 2002  | 2012  |
| s/d  | s/d  | s/d  | 8 405 | 8 548 | 8 144 | 7 824 |